# Équipe cycliste Coast
Pour les articles homonymes, voir Bianchi.
L'équipe cycliste Team Coast est une ancienne équipe cycliste allemande créée en 2000 et dissoute à la fin de l'année 2003, après s'être appelée Team Bianchi à partir du mois de mai 2003.
Team Coast n'ayant plus les moyens de payer leurs coureurs, le fabricant de cycles Bianchi décide de sponsoriser l'équipe. L'équipe avait récemment fait signer Jan Ullrich à la suite de son départ de l'équipe Telekom après un contrôle positif aux amphétamines. Au Tour de France 2003, avant le déclassement de Lance Armstrong, Ullrich se classe second derrière l'Américain pour seulement 61 secondes, soit la plus petite marge d'avance pour Armstrong pendant ses sept Tours victorieux. Alexandre Vinokourov, le leader qui l'a remplacé chez Telekom, complète le podium.
Bianchi avait prévu de continuer son sponsoring en tant qu'équipe professionnelle, mais les départs d'Ullrich, qui retourna chez Telekom, et d'Ángel Casero, les deux leaders de l'équipe, conduisent à la disparition de l'équipe qui ne pouvait plus justifier son rôle d'équipe de premier plan.

## Effectif du Team Bianchi

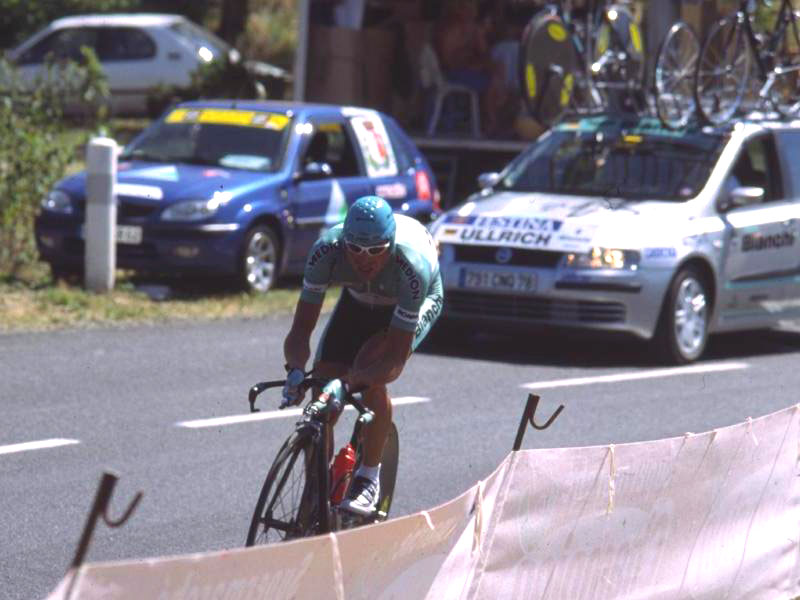
J.Ullrich vêtu du maillot du Team Bianchi durant le Tour de France 2003

## Effectif du Team Bianchi[1]
| Nom                       | Date de naissance | Nationalité |
| ------------------------- | ----------------- | ----------- |
| Stefan Adamsson           | 03.01.1978        | Suède       |
| Daniel Becke              | 12.03.1978        | Allemagne   |
| Manuel Beltrán            | 28.05.1971        | Espagne     |
| Ángel Casero              | 27.09.1972        | Espagne     |
| Bekim Christensen         | 17.09.1973        | Danemark    |
| Félix García Casas        | 29.12.1968        | Espagne     |
| Aitor Garmendia           | 03.03.1968        | Espagne     |
| Fabrizio Guidi            | 13.04.1972        | Italie      |
| Jaime Javier Hernandez    | 18.01.1972        | Espagne     |
| André Korff               | 04.06.1973        | Allemagne   |
| Francisco José Lara       | 25.02.1977        | Espagne     |
| Thomas Liese              | 10.08.1968        | Allemagne   |
| David Plaza               | 03.07.1970        | Espagne     |
| Steffen Radochla          | 19.10.1979        | Allemagne   |
| Thorsten Rund             | 25.02.1976        | Allemagne   |
| Raphael Schweda           | 17.04.1976        | Allemagne   |
| Tobias Steinhauser        | 27.01.1972        | Allemagne   |
| Sven Teutenberg           | 18.08.1972        | Allemagne   |
| Jan Ullrich               | 02.12.1973        | Allemagne   |
| Malte Urban               | 14.12.1974        | Allemagne   |
| Christoph Von Kleinsorgen | 14.07.1980        | Allemagne   |
| Thorsten Wilhelms         | 31.07.1969        | Allemagne   |

## Victoires
2002
- Tour du Qatar :  Thorsten Wilhelms

2003
- Champion d'Allemagne de poursuite individuelle :  Daniel Becke
- Tour de Cologne :  Jan Ullrich